# Offensive Line

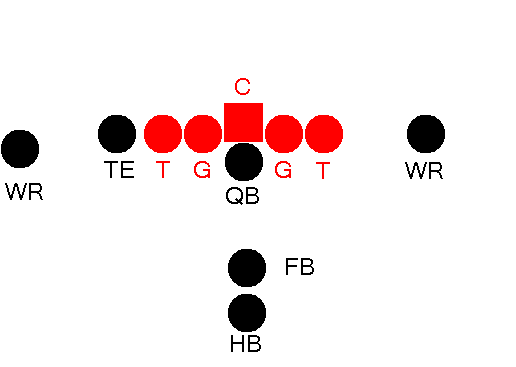
Die Position der Offensive Line

Die Offensive Line (auch O-Line oder OL) ist die Linie von Spielern im American Football, die direkt vor dem Quarterback und an vorderster Front der Offense stehen. Sie besteht immer aus fünf Spielern: einem Center, zwei Guards und zwei Tackles.
Im American Football müssen immer mindestens sieben Spieler an der Line of Scrimmage stehen, von denen nur die äußeren beiden einen Ball fangen dürfen (siehe Skizze: Der Tight End und der rechte Wide Receiver stehen wie die Linemen an der Line, während der linke Receiver nach hinten versetzt aufgestellt ist). Diese „passberechtigten“ Spieler sind jedoch niemals die Linemen, auch wenn sie außen an der Linie stehen, sondern entweder Tight Ends oder Wide Receiver. Die Offensive Line muss dabei „Blockarbeit“ leisten, das heißt, ankommende Gegner der Defense vom Tackeln abhalten. Es darf vonseiten der Offensive Line auch nur geblockt werden, alles andere – also Festhalten oder Ähnliches – ist verboten und wird bestraft. Außerdem dürfen Offensive Linemen auch keine Vorwärtspässe berühren (es sei denn, der Pass wurde bereits vorher durch einen sogenannten „berechtigten Passempfänger“ berührt), weshalb sie jene Spieler sind, die mit Abstand am seltensten in Ballbesitz kommen (wenn doch, dann aufgrund eines Fumbles oder eines Lateralpasses). Sie tragen immer Nummern zwischen 50 und 79 (diese Nummern signalisieren in der Offense, dass die Spieler nicht passberechtigt sind).
Bei Blocks wird zwischen zwei Arten unterschieden:
- Run Block: Hier wird der Gegner nach vorn und – nach Bedarf – zur Seite geschoben, damit dem Ballträger eine Passage freigemacht wird und dieser ungestört und weit nach vorne laufen kann. Dabei schafft die Offense meist auf einer Seite oder an einer Stelle ein Übergewicht an Blockern, denen auch eventuell Tight Ends und Fullbacks angehören.
- Pass Block: Hier gehen die Offensive Linemen nach hinten und bilden einen Halbkreis, der aussieht wie eine Tasche (engl. Pocket), um den Quarterback zu schützen. Darüber hinaus dürfen sie bei Passspielzügen die Line of Scrimmage nicht übertreten, bevor der Pass gespielt ist.

Ein idealer Offensive Lineman ist kräftig gebaut und groß, damit er möglichst gut blocken kann. Richtwerte sind in der National Football League (NFL) Größen von mehr als 1,85 m und 125–135 kg, in deutschen Amateurteams sind Größen von 1,80–1,95 m und 120–140 kg üblich.
Bewegt sich ein Spieler der Offense, nachdem alle Angreifer aufgestellt sind, gibt es eine Strafe (False Start, bestraft mit fünf Yards Raumverlust). Offensive Linemen sind für den Zuschauer eher „unsichtbar“, da sie nie den Ball tragen, sondern den Ballträgern „nur“ das eigentliche Spiel ermöglichen. Daher werden sie vom durchschnittlichen Zuschauer meist nur bei einer von ihnen verursachten Strafe besonders beachtet.

## Center

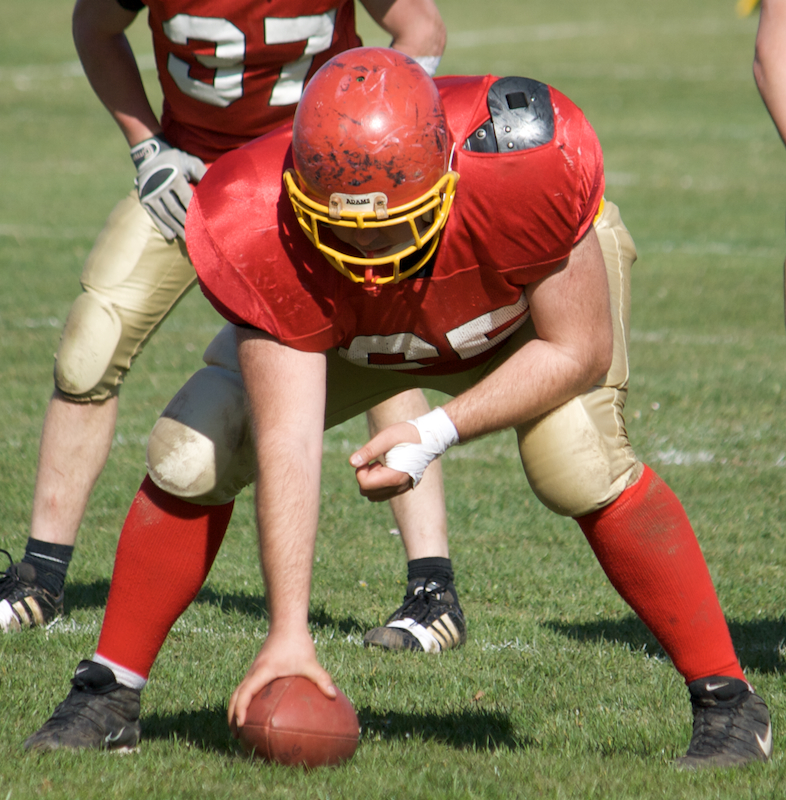
Ein Center kurz vor dem Snap

Der Center (C) ist im Zentrum der Offensive Line und auch im Zentrum eines Spielzugs. Seine Aufgabe im Speziellen besteht darin, dass er mit dem Durchreichen des Balles durch seine Beine zum Quarterback (QB), manchmal aber auch zum Punter oder zum Holder, jeden Spielzug beginnt. Meist geschieht dies „direkt“, das heißt der Quarterback hat seine Hände am Steißbein oder am Gesäß des Centers und dieser gibt den Ball dann dorthin. Bei Spielzügen mit Punter, Kicker, aber auch bei normalen Spielzügen, wenn der Quarterback ein paar Yards hinter dem Center steht (Shotgun-Formation), wirft der Center den Ball zum hinter ihm stehenden Spieler und startet damit den Spielzug. Dieser Vorgang wird als Snap bezeichnet. Bei den „Würfen“ des Centers zu einem Holder oder Punter wird dieser zum Long Snapper (LS). In Profiligen gibt es dazu meist einen eigenen Spieler, bei den Amateuren übernimmt diese Aufgabe oft der normale Center.
Zum Zeitpunkt des Snaps darf sich kein Spieler in der neutralen Zone aufhalten – mit Ausnahme des Centers. Die neutrale Zone liegt zwischen den beiden Gruppen von Linemen und wird durch die beiden Enden des Footballs begrenzt. Auch darf kein Defensivspieler den Center bis zum Ende des Snaps berühren, das heißt bis der Empfänger den Ball sicher erhalten hat. Das gilt nicht für Long Snaps und die Shotgun-Offense, da dabei der Ball, bevor er sein Ziel erreicht, kurze Zeit fliegt, in der die Defense schon angreifen darf. Nach dem Snap muss der Center auch die Defensive Linemen blocken. Das gestaltet die Aufgabe des Centers als schwierigste der Offensive Line, da er zuerst die Schlüsselfigur des Spielzugs und dann ein wichtiger Blocker ist. In den Anfangsjahren des American Footballs wurde der Center auch als Snapper-back bezeichnet. Denn vor der Einführung der Hash-Marks im Jahre 1934 musste sich der Snapper ganz rechts oder links an der Line of Scrimmage aufstellen, wenn das vorherige Down direkt am Rande des Spielfeldes endete. Seit 1934 snappt praktisch immer der mittlere Spieler der Offensive Line und der Begriff „Snapper-Back“ ist außer Gebrauch.

## Guard
Die Guards (G) stellen die Spieler dar, welche links und rechts neben dem Center stehen. Ihre Aufgabe ist es ebenfalls, dem Quarterback anstürmende Defensive Linemen und Linebacker vom Leib zu halten, wenn dieser den Ball passen möchte. Während eines Laufspielzugs sind Guards oft Teil von sogenannten Pull-Manövern, das heißt, sie blocken nicht gerade nach vorn, sondern machen einen Schritt zurück hinter die Line und bewegen sich dann zu einer Seite, um dort einen Vorteil für die Blocker zu erzielen.

## Tackle

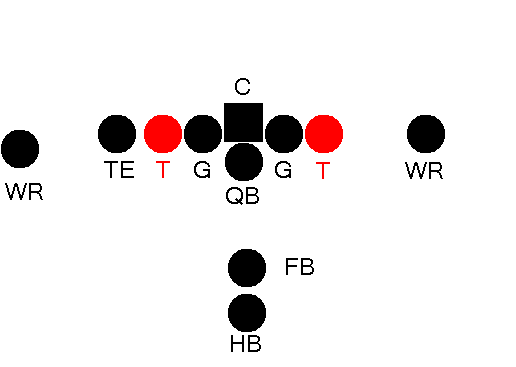
Die Position der Tackles in der Offense

Der Tackle (T oder manchmal auch OT, da es auch einen Tackle in der Defensive Line [DT] gibt) stellt die Außenposition auf jeder Seite der Offensive Line dar, wenn man den Tight End nicht mitzählt. Auch sie müssen die anstürmenden Spieler der Defense aufhalten, doch wegen ihrer Position ganz außen sind sie physisch gesehen die größten Glieder der Offensive Line, um die fehlenden „Nachbarn“ zu kompensieren. Idealerweise ist ein Tackle um die 2 m groß und darf nicht unter 125 kg wiegen.
Es gibt aber Unterscheidungen zwischen dem linken (LT) und dem rechten (RT) Tackle. Wegen der überwiegenden rechtsseitigen Veranlagung der Menschen muss der LT meist der bessere Passblocker von beiden sein, da diese Seite die „blinde“ eines rechtshändigen Quarterbacks ist. Dieser dreht sich beim Passspielzug mit der rechten Körperseite nach hinten und wendet der linken Seite des Spielfelds den Rücken zu. Im Gegensatz dazu ist der RT der bessere Runblocker, da der Ball bei Laufspielzügen immer außen getragen werden sollte und die stärkere Seite der meisten Runningbacks die rechte ist.